# با تو حال نمی‌کند (فیلم)
حسی به تو ندارد (به انگلیسی: He`s just not that into you) نام یک فیلم درام کمدی رمانتیک ساخته کن کواپیس است که در ۶ فوریه ۲۰۰۹ اکران شده است.

## خلاصه داستان
داستان فیلم دربارهٔ یک گروه ۲۰ تا ۳۵ ساله است که مسائل زناشویی را از سطحی‌ترین نوع تا عمیق‌ترین نوع مورد بررسی قرار می‌دهند؛ مثلاً یکی از آنها فکر می‌کند دوست‌پسرش به او وفادار نیست و نمی‌تواند نسبت به زنان زیبا مقاومت کند. دیگری می‌خواهد حساسیت دوستش را کم کند و….

## بازیگران
- بن افلک..... نیل جونز
- جنیفر آنیستون..... بت مورفی
- جنیفر کانلی...... جنی گندرس
- جاستین لانگ........ الکس
- کوین کانلی...... کونور باری
- اسکارلت جوهانسون..... آنا تیلور
- بردلی کوپر....... بن گاندرس